# Kolonia (dramat)
Kolonia (fr. La Colonie) – komedia w trzech aktach Pierre’a de Marivaux wystawiona w 1729, a następnie przerobiona na jednoaktówkę i wydana w 1750.

## Data powstania utworu
Utwór został napisany w 1729 roku jako trzecia z serii komedii o wyspach Marivaux. Trójaktowa komedia zatytułowana Nowa Kolonia albo Liga Kobiet (La Nouvelle Colonie oú la Ligue des femmes) miała swą premierę 18 czerwca 1729 w l’Hôtel de Bourgogne. Została wystawiona przez aktorów Comédie-Italienne. Miała tylko jedno przedstawienie. Tak kompletna porażka utworu skłoniła autora do przerobienia go na jednoaktówkę i poniechania dalszych prób wystawienia go w teatrze. W grudniu 1750 roku Marivaux opublikował skróconą komedię pod tytułem Kolonia w Mercure de France.

## Osoby
| Osoba       | Jej rola w dramacie               |
| ----------- | --------------------------------- |
| Artenice    | arystokratka, ukochana Timagenesa |
| Pani Sorbin | mieszczanka                       |
| Timagenes   | arystokrata                       |
| Pan Sorbin  | mąż pani Sorbin                   |
| Lina        | córka państwa Sorbin              |
| Persinet    | młody chłopak, ukochany Liny      |
| Hermokrates | inny arystokrata                  |

## Treść
Akcja sztuki rozgrywa się na greckiej wyspie w starożytności.
Na jednej z wysp greckich lądują koloniści, którzy postanawiają się na niej osiedlić. Do ustanowienia nowych praw dla mieszkańców zostają wybrani arystokrata Timagenes i mieszczanin Sorbin. Artenice, ukochana Timagenesa i pani Sorbin są oburzone pominięciem kobiet w pracach nad ustanowieniem praw dla wyspy. Inne kobiety wybierają je na swoje przywódczynie. Przed panią Sorbin staje jej córka Lina ze swym ukochanym Persinetem, prosić o błogosławieństwo dla ich małżeństwa. Pani Sorbin odmawia, rozgorzała bowiem wojna między mężczyznami a kobietami.
Artenice i pani Sorbin zwołują zgromadzenie kobiet. Chętnie wykorzystują Persineta do rozstawienia ławek. Nie pozwalają mu jednak uczestniczyć w obradach. Artenice mówi o niewystarczalności praw utworzonych przez mężczyzn bez udziału kobiet. Uczestniczki zebrania żalą się, że od dzieciństwa słyszą, że nie nadają się do niczego, że są tylko kobietami. Artenice przeciwstawia się tym sądom, wskazuje, że bycie kobietą jest czymś najwspanialszymː piękno oczu, postaci rozsiewa czar, który budzi szacunek, zachwyca, skłania do miłości. Uczestniczki zebrania słuchają z uwagą. Natomiast duch kobiet – twierdzi Artenice – został skrępowany przez mężczyzn, aby służyły im przygotowując posiłki, inspirując ich pasje, królując wśród błahostek, kobiet, które uczą mężczyzn obyczajów, łagodzą ich surowość. Artenice przyznaje, że mężczyźni traktują kobiety szarmancko, śpiewają o nich pieśni miłosne, to jednak skłania je do kokieterii i powoduje, że rozmieniają skarby ducha na drobne i toną w błahostkach. Pani Sorbin wzywa więc kobiety, by zaniedbały swój wygląd zewnętrzny. Kobiety protestują. Ostatecznie zostaje ustalone, że wszystkie kobiety ubiorą się byle jak, zaczeszą krzywo włosy i opalą swoje twarze.
Lina spotyka Persineta, a ponieważ matka zakazała jej rozmawiać z nim, dziewczyna opowiada o wszystkim, rosnącej w pobliżu jabłoni. Persinet wpada na zebranie mężczyzn i przerażony opowiada o rewolcie kobiet i stanowieniu przez nie własnych praw. Zebrani nie traktują tego poważnie. Zjawia się delegacja kobiet, która ogłasza mężczyznom, że oburzone dotychczasowym traktowaniem, żądają udziału we wszystkich zgromadzeniach i możliwości wykonywania wszelkich zadań finansowych, sądowych i militarnych, uważają, że ich ewentualne braki wynikają jedynie z braku dostępu do edukacji w tym zakresie. Chcą być prezydentkami, doradczyniami, intendentkami i adwokatkami. Adwokatkami? – pyta zdziwiony jeden z mężczyzn. Czyż nie mamy języka? – odpowiada pani Sorbin. Hermokrates, jeden z przywódców mężczyzn, zwraca uwagę na to, że nawet stroje urzędowe nie pasują na kobiety. Trzeba więc zmienić złe prawa – odparowuje Artenice – zostały one uchwalone z wykluczeniem żeńskiej połowy ludzkiego ducha, a ten którego użyto okazał się za słaby. Wolą bogów jest by myśli kobiet i mężczyzn wzajemnie się uzupełniały, a to nie zostało spełnione. Artenice daje mężczyznom godzinę na uznanie ich żądań. Po upływie tego czasu kobiety odejdą. I nawet jeśli zginą na pustkowiu, nie zrezygnują ze swojej misji.
Mężczyźni są skłonni zgodzić się na żądania kobiet. Hermokrates ma jednak pewien pomysł. Proponuje, by część mężczyzn oddaliła się i powróciła po chwili z wiadomością, że zbliża się armia dzikich. Przystępuje do pertraktacji ze zbuntowanymi kobietami, świadomie jednak ignoruje panią Sorbin, wychwalając bez miary arystokratyczne maniery i takt Artenice. I chociaż ta protestuje przeciw takiej niesprawiedliwości ich traktowania, pani Sorbin w poczuciu swej krzywdy torpeduje podpisanie traktatu. Wtedy zjawiają się mężczyźni z wieścią o najeździe dzikich i z bronią, do władania którą chcą przyuczyć kobiety. Pani Sorbin dezerteruje. Timagenes radzi kobietom, by schroniły się przed wojną i obiecuje zadbać o ich prawa.

## Omówienie
Mimo że w finale komedii kobiety ponoszą klęskę, jest oczywiste, że autor wypowiada się w ich imieniu. Ich żądania są wyrażone w sposób poważny, a czynione im zarzuty nie służą niczemu innemu, jak daniu im okazji do udzielenia błyskotliwej odpowiedzi. Marivaux prawdopodobnie nie znał Sejmu niewieściego Arystofanesa, nie mógł więc sięgnąć do tego utworu, ale temat w sposób naturalny nadawał się do żartów; jeśli autor, mimo to, traktował go poważnie, to dlatego, że chciał bronić zawartej w nim tezy. Marivaux często żartuje z kobiet, ale je kocha i nie opuszcza żadnej okazji, by wziąć ich stronę, podnieść je wobec mężczyzn. To z tej postawy wynika, że w Wyspie rozumu ukazuje mężczyzn zobowiązanych czekać, aż zadeklaruje się im ze swą miłością kobieta. To być może z tego samego powodu, widząc, że jego Kolonia została tak źle przyjęta w teatrze, po dwudziestu latach przygotował to dzieło jako przeznaczone tylko do lektury. Jego skargi okazały się przedwczesne, a jego głos zbyt słaby.